# Heliophorus indicus
Heliophorus indicus är en fjärilsart som beskrevs av Hans Fruhstorfer 1908. Heliophorus indicus ingår i släktet Heliophorus och familjen juvelvingar. Inga underarter finns listade i Catalogue of Life.